# Albert Dupont
Albert Dupont   (Estaimpuis, 25 de gener de 1884 - segle XX) va ser un ciclista belga que fou professional entre 1908 i 1914. Com a tants altres ciclistes de la seva època la Primera Guerra Mundial va aturar en sec la seva carrera professional. El seu principal èxit esportiu l'aconseguí quan encara competia en categoria amateur, en guanyar, el 1906 la París-Brussel·les en l'única edició en què aquesta cursa es va disputar en dues etapes.

## Palmarès
- 1906
  - 1r a la París-Brussel·les i vencedor d'una etapa

### Resultats al Tour de França
- 1908. Abandona (4a etapa)
- 1909. Abandona (2a etapa)
- 1911. 9è de la classificació general
- 1912. Abandona (11a etapa)
- 1913. Abandona (4a etapa)